# Tiny Core Linux
Tiny Core Linux (сокр. TCL) — минималистичный дистрибутив Linux, цель которого обеспечение базовой системы с использованием BusyBox, FLTK и другого легковесного программного обеспечения. Дистрибутив отличается небольшими размерами (от 11 до 16 МБ) и минимализмом, устанавливается в текстовом режиме. Ведущий разработчик TCL, Роберт Шингледекер (англ. Robert Shingledecker), работает с сообществом пользователей и разработчиков дистрибутива для улучшения и тестирования ядра и расширений.
В TCL ранее вместо X-сервера использовался Tiny X, сейчас же используется облегчённая версия X.Org Server — Xvesa. В ранних версиях вместо glibc для экономии памяти и уменьшения размера дистрибутива использовали uClibc — вариант стандартной библиотеки, предназначенный прежде всего, для встраиваемых платформ, где ограничения памяти наиболее жёсткие, однако предоставляет пользователям большую часть функциональности, предусмотренной Libc.

## Варианты
Micro Core Linux — ещё более минималистичный вариант TCL без графического окружения, размером около 11 мегабайт.
Multi Core Linux — представленная начиная с версии 3.7 новая, расширенная сборка (объёмом около 45 MB) с графическим инсталлятором и набором дополнительных расширений. В его состав включено 2 дополнительных пакета:
- install.gz — инсталлятор, позволяющий установку Tiny Core Linux в виде файла на NTFS-раздел диска и установку дополнительных расширений;
- network.gz — набор инструментов для выхода в сеть, включая менеджер настройки WiFi-соединений.[6][7]

## Системные требования

### Минимальная конфигурация
- Tiny Core необходимо не менее 46 МБ ОЗУ для запуска. Microcore же работает с 28 МБ ОЗУ[8].
- Минимальный ЦП — i486 с сопроцессором.

### Рекомендуемая конфигурация
- Pentium II или лучше[8].
- 128 МБ ОЗУ, файл подкачки.

## Философия дизайна
Разработчики описывают TCL как «самую легковесную графическую настольную операционную систему, способную загружаться из CD-ROM, pendrive, или с жёсткого диска». Начиная с версии 2.8.1, ядро предназначено для работы в основном в ОЗУ, но с тремя различными режимами работы:
- «Cloud» или Интернет-режим — режим «testdrive» с использованием встроенного графического интерфейса appbrowser для изучения расширений из репозитория онлайн-приложений, загруженного в оперативной памяти только для текущего сеанса.
- TCE/Install — режим для Tiny Core Extensions, загруженный, и выполняемый из раздела хранения, но содержащийся в символических ссылках оперативной памяти.
- TCE/CopyFS — режим, который устанавливает приложения на раздел Linux, как более типичная установка[9].

## Релизы
| Версия | Стабильность      | Дата релиза      |
| ------ | ----------------- | ---------------- |
| 1.0    | Стабильная версия | 5 января 2009    |
| 1.1    | Стабильная версия | 9 февраля 2009   |
| 1.2    | Стабильная версия | 10 марта 2009    |
| 1.3    | Стабильная версия | 12 апреля 2009   |
| 1.4    | Стабильная версия | 26 апреля 2009   |
| 1.4.1  | Стабильная версия | 3 мая 2009       |
| 1.4.2  | Стабильная версия | 9 мая 2009       |
| 1.4.3  | Стабильная версия | 24 мая 2009      |
| 2.0    | Стабильная версия | 7 июня 2009      |
| 2.1    | Стабильная версия | 28 июня 2009     |
| 2.2    | Стабильная версия | 31 июля 2009     |
| 2.3    | Стабильная версия | 4 сентября 2009  |
| 2.3.1  | Стабильная версия | 12 сентября 2009 |
| 2.4.1  | Стабильная версия | 9 октября 2009   |
| 2.5    | Стабильная версия | 6 ноября 2009    |
| 2.6    | Стабильная версия | 26 ноября 2009   |
| 2.6.1  | Стабильная версия | 6 декабря 2009   |
| 2.7    | Стабильная версия | 19 декабря 2009  |
| 2.8    | Стабильная версия | 23 января 2010   |
| 2.9    | Стабильная версия | 2 марта 2010     |
| 2.10   | Стабильная версия | 21 марта 2010    |
| 2.11   | Стабильная версия | 2 мая 2010       |
| 2.11.1 | Стабильная версия | 22 мая 2010      |
| 2.11.2 | Стабильная версия | 29 мая 2010      |
| 2.11.3 | Стабильная версия | 6 июня 2010      |
| 2.11.4 | Стабильная версия | 15 июня 2010     |
| 2.11.5 | Стабильная версия | 21 июня 2010     |
| 2.11.6 | Стабильная версия | 3 июля 2010      |
| 3.0    | Стабильная версия | 19 июля 2010     |
| 3.1    | Стабильная версия | 11 сентября 2010 |
| 3.2    | Стабильная версия | 14 октября 2010  |
| 3.3    | Стабильная версия | 22 ноября 2010   |
| 3.4    | Стабильная версия | 18 декабря 2010  |
| 3.4.1  | Стабильная версия | 30 декабря 2010  |
| 3.5    | Стабильная версия | 13 февраля 2011  |
| 3.5.1  | Стабильная версия | 9 марта 2011     |
| 3.6    | Стабильная версия | 30 апреля 2011   |
| 3.7    | Стабильная версия | 15 июня 2011     |
| 3.7.1  | Стабильная версия | 18 июня 2011     |
| 3.8    | Стабильная версия | 6 августа 2011   |
| 3.8.1  | Стабильная версия | 12 августа 2011  |
| 3.8.2  | Стабильная версия | 16 августа 2011  |
| 3.8.3  | Стабильная версия | 24 августа 2011  |
| 3.8.4  | Стабильная версия | 1 сентября 2011  |
| 4.0    | Стабильная версия | 25 сентября 2011 |
| 4.0.1  | Стабильная версия | 5 октября 2011   |
| 4.0.2  | Стабильная версия | 12 октября 2011  |
| 4.1    | Стабильная версия | 19 ноября 2011   |
| 4.2    | Стабильная версия | 26 декабря 2011  |
| 4.2.1  | Стабильная версия | 7 января 2012    |
| 4.3    | Стабильная версия | 17 февраля 2012  |
| 4.3.1  | Стабильная версия | 1 марта 2012     |
| 4.4    | Стабильная версия | 18 марта 2012    |
| 4.5    | Стабильная версия | 24 апреля 2012   |
| 4.5.1  | Стабильная версия | 27 апреля 2012   |
| 4.5.2  | Стабильная версия | 4 мая 2012       |
| 4.5.3  | Стабильная версия | 24 мая 2012      |
| 4.5.4  | Стабильная версия | 4 июня 2012      |
| 4.5.5  | Стабильная версия | 17 июня 2012     |
| 4.5.6  | Стабильная версия | 6 июля 2012      |
| 4.6    | Стабильная версия | 27 августа 2012  |
| 4.6.1  | Стабильная версия | 5 сентября 2012  |
| 4.6.2  | Стабильная версия | 24 сентября 2012 |
| 4.7    | Стабильная версия | 1 ноября 2012    |
| 4.7.1  | Стабильная версия | 26 ноября 2012   |
| 4.7.2  | Стабильная версия | 21 декабря 2012  |
| 4.7.3  | Стабильная версия | 6 января 2013    |
| 4.7.4  | Стабильная версия | 13 января 2013   |
| 4.7.5  | Стабильная версия | 26 февраля 2013  |
| 4.7.6  | Стабильная версия | 7 апреля 2013    |
| 4.7.7  | Стабильная версия | 10 мая 2013      |
| 5.0    | Стабильная версия | 14 сентября 2013 |
| 5.0.1  | Стабильная версия | 1 октября 2013   |
| 5.0.2  | Стабильная версия | 18 октября 2013  |
| 5.1    | Стабильная версия | 28 ноября 2013   |
| 5.2    | Стабильная версия | 14 января 2014   |
| 5.3    | Стабильная версия | 19 апреля 2014   |
| 5.4    | Стабильная версия | 10 сентября 2014 |
| 6.0    | Стабильная версия | 5 января 2015    |
| 6.1    | Стабильная версия | 7 марта 2015     |
| 6.2    | Стабильная версия | 3 мая 2015       |
| 6.3    | Стабильная версия | 30 мая 2015      |
| 6.4    | Стабильная версия | 8 сентября 2015  |
| 6.4.1  | Стабильная версия | 4 ноября 2015    |
| 7.0    | Стабильная версия | 23 февраля 2016  |
| 7.1    | Стабильная версия | 22 мая 2016      |
| 7.2    | Стабильная версия | 4 июля 2016      |
| 8.0    | Стабильная версия | 10 апреля 2017   |
| 8.1    | Стабильная версия | 3 сентября 2017  |
| 8.1.1  | Стабильная версия | 7 сентября 2017  |
| 8.2    | Стабильная версия | 22 сентября 2017 |
| 8.2.1  | Стабильная версия | 6 ноября 2017    |
| 9.0    | Стабильная версия | 26 февраля 2018  |
| 10.0   | Стабильная версия | 20 января 2019   |
| 10.1   | Стабильная версия | 11 июня 2019     |
| 11.0   | Стабильная версия | 9 февраля 2020   |
| 11.1   | Стабильная версия | 1 апреля 2020    |
| 12.0   | Стабильная версия | 17 февраля 2021  |
| 13.0   | Стабильная версия | 31 января 2022   |
| 13.1   | Стабильная версия | 8 мая 2022       |
| 14.0   | Стабильная версия | 12 апреля 2023   |